# گویلرمو پرز رولدن
 گویلرمو پرز رولدن (انگلیسی: Guillermo Pérez Roldán؛ زاده ۲۰ اکتبر ۱۹۶۹) یک تنیس‌باز اهل آرژانتین است.